# Евтим Костадиев
Евтим Костадиев или Констадиев) е български революционер, войвода на Върховния македоно-одрински комитет.

## Биография
Аце Голчов е роден в малешевското градче Берово, тогава в Османската империя, днес в Северна Македония. Привлечен е от Върховния македоно-одрински комитет. По време на Горноджумайското въстание през есента на 1902 година оглавява чета, действаща в Малешево и Пиянец.